# Энтральго, Элиас (физик)
Элиас Энтральго Эрреро (исп. Elias Entralgo Herrero; 8 марта 1943 — 5 апреля 2003) — кубинский физик, доктор физико-математических наук, вице-президент Объединенного института ядерных исследований в Дубне 1983—1989 годах. Член Кубинского общества физиков.

## Биография
Элиас Эрреро Энтральго родился 8 мая 1943 года в Республике Куба.
Приехал получать высшее образование в СССР.
Стал выпускником Университета Дружбы народов им. П. Лумумбы, учился на кафедре теоретической физики факультета физико-математических и естественных наук, специальность «Физика».
В 1974 году начал обучение в аспирантуре на физическом факультете МГУ им. М. В. Ломоносова.
Защитил докторскую диссертацию в Московском государственном университете им. М. В. Ломоносова.
В период с 1966 по 1982 год занимался научно-педагогической деятельностью в Гаванском университете.
Занимал пост заведующего кафедрой теоретической физики, был вице-директором школы по физике. Работал начальником группы теоретической физики и заведующим учебно-методическими делами. С 1977 по 1982 год был вице-директором Института ядерных исследований АН Кубы. В 1979 году стал главой кафедры теоретической физики Гаванского университета. Проводил работы в области атомной физики.
В период с 1983 по 1989 год — вице-директор Объединенного института ядерных исследований в Дубне. Вместе с доцентом кафедры теоретической физики УНД В. В. Курышкиным создан теорию структуро-точечного объекта.
С 1989 по 1991 год был исполнительным секретарем и советником по ядерным вопросам. С 1991 по 1995 год — профессор Высшего института ядерной науки и техники Кубы. Состоял в Кубинском обществе физиков. Член высшей аттестационной комиссии по физическим наукам.
Элиас Эрреро Энтральго умер 5 апреля 2003 года.